# Seljatino
Seljatino (in russo Селя́тино?) è una cittadina della Russia europea centrale, situata nell'oblast' di Mosca. Apparteneva amministrativamente al Naro-Fominskij rajon.
Sorge nella parte centromeridionale dell'oblast', alcune decine di chilometri a sudovest di Mosca, lungo la linea ferroviaria che collega Mosca e Brjansk.